# 29 avril 1975
Le mardi 29 avril 1975 est le 119e jour de l'année 1975.

## Naissances
- Olga Kefalogianni, femme politique grecque
- April Telek, actrice canadienne
- Eric Koston, skateur professionnel américain
- Fábio Luciano, joueur de football brésilien
- Fred Scarlett, rameur d'aviron britannique
- Gustav, musicien suisse
- Josh Booty, joueur de football américain et de baseball
- Katie Schlukebir, joueuse de tennis américaine
- Leonardo Scarselli, coureur cycliste italien
- Mateusz Kusznierewicz, marin de l'équipe de Pologne de voile olympique
- Rafael Betancourt, joueur de baseball vénézuélien
- Siwar al Assad, homme politique syrien
- Yury Shulman, joueur d'échecs biélorusse puis américain

## Décès
- J. C. Daniel (né le 28 novembre 1900), réalisateur indien
- Joseph Langley Burchnall (né le 8 décembre 1892), mathématicien anglais
- Radu Gyr (né le 2 mars 1905), écrivain roumain

## Événements
- Début de l'opération Frequent Wind lors des derniers jours de la guerre du Viêt Nam
- généralisation en France de la sécurité sociale à l'ensemble de l'activité professionnelle